# Адресная почтовая рассылка

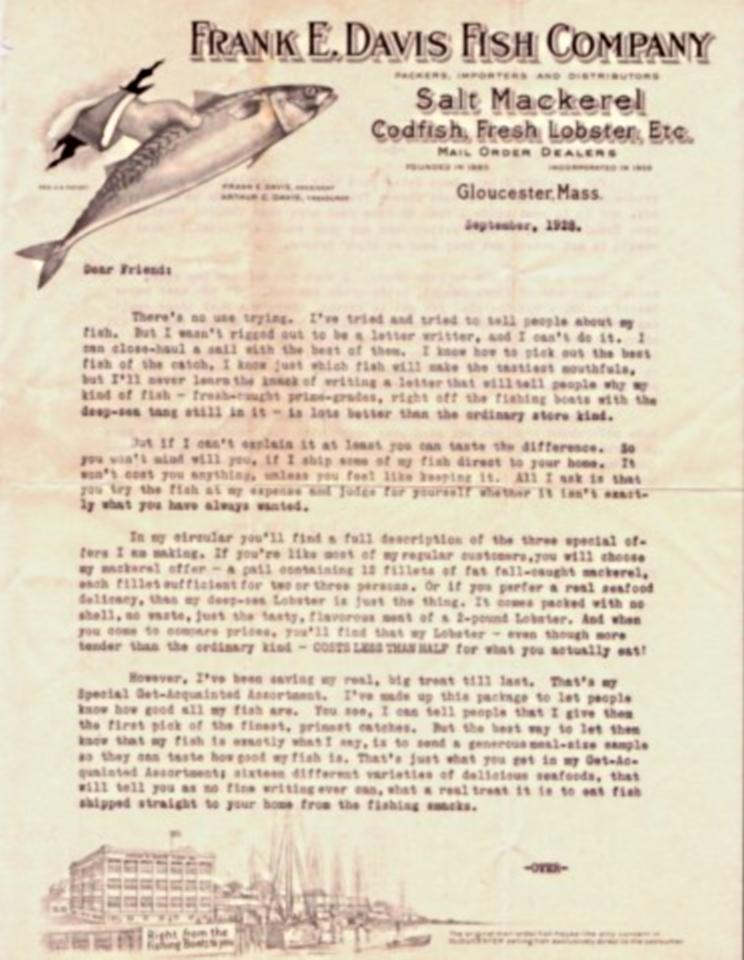
Письмо 1928 года, в котором рекламируются услуги по доставке рыбы и морепродуктов. Один из ранних примеров адресной почтовой рассылки

Адресная почтовая рассылка (англ. Direct mail) — рассылка рекламных материалов по почте конкретным адресатам, один из методов директ-маркетинга.
Рассылаемые письма и посылки могут иметь различное содержимое: брошюры, купоны, каталоги, компакт-диски, почтовые открытки, информационные бюллетени, рекламные письма и другие рекламные материалы. Адресатами могут быть как физические лица, так и организации.
Адресная почтовая рассылка является одним из важных источников дохода для почтовых служб.

## Описание
Некоторые почтовые службы мира предлагают отдельную услугу по организации адресной почтовой рассылки. Подобные услуги обеспечивают значительную часть дохода почтовой службы. В частности, 20 % выручки Почты Канады тем или иным образом связано с почтовыми рассылками, и эта доля постоянно растет.
В развитых странах значительная часть писем относится к адресной почтовой рассылке. В частности, в 1980 году 29 % всех писем в США относилось к этой категории. К 2003 году доля писем по рассылке выросла до 43 %.
В англоязычных странах для обозначения почтовой рассылки используются такие термины, как advertising mail, admail, direct mail.
Адресные почтовые рассылки также составляют значительную часть дохода некоторых крупных издательских компаний, например, Tribune Company.
Прямая почтовая рассылка является распространенной формой прямого маркетинга и может использоваться коммерческими предприятиями, благотворительными и другими некоммерческими организациями, политическими кампаниями и другими организациями.

## Примеры использования

### Директ-маркетинг
Адресная почтовая рассылка является одним из популярных инструментов директ-маркетинга. Такая рассылка используется коммерческими организациями, благотворительными фондами, политическими организациями и др.
Для повышения эффективности рассылки письма посылаются только избранным адресатам. Адресаты выбираются с помощью анализа соответствующих баз данных; при этом отбираются только те адресаты, которые с достаточно высокой вероятностью отреагируют на письмо. В качестве критериев отбора могут использоваться предпочтения адресата (известны благодаря его прошлой реакции на письма) и демографическая информация (пол, возраст и т. п.).
В США рекламные письма часто снабжаются так называемым «Johnson Box». В тех случаях, когда рассылка ориентирована на коммерческие организации, иногда используется метод «bill-me». В соответствии с этим методом, компания сначала посылает своим потенциальным клиентам товар по почте. Если клиент решил приобрести товар, то компания высылает счёт на него.
Эффективность адресной почтовой рассылки существенно зависит от её реализации. В качестве факторов эффективности называются:
- профессиональное использование баз данных адресатов,
- правильная ценовая стратегия,
- анализ отклика с привлечением таких методов как A/B split testing и «Nth» selects.

### Политическая борьба
Адресная почтовая рассылка часто используется политическими организациями для агитации и привлечения фондов. Некоторые организации получили широкую известность в своей стране именно благодаря почтовым рассылкам, в частности Free Congress Foundation, Response Dynamics, Inc., National Congressional Club в США.

### B2B рассылки
Прямая почтовая рассылка, предназначенная для других предприятий, а не для частных лиц, называется почтовой рассылкой между предприятиями. Традиционно это работало одним из двух способов: в качестве прямой продажи, что исключало использование продавца или розничного магазина, или в качестве метода привлечения потенциальных клиентов. Первый метод идеально использовался продуктами, которые легко продавались, были знакомы с перспективой и не нуждались в демонстрации. Последний метод использовался, например, для товаров с большими билетами или для тех, которые нуждались в демонстрации.

### Некоммерческие  рассылки
Некоммерческие рассылки используются с целью информирования получателей о благотворительном проекте. Отправителями таких писем по почте зачастую выступают фонды, некоммерческие организации, а также частные лица.

## Интеграция с другими рекламными каналами
Некоммерческие организации дополняют рекламные кампании прямой почтовой рассылки письмами по электронной почте и сообщениями в социальных сетях, используя похожие сообщения и визуальные эффекты, чтобы связать различные коммуникации. Это позволяет увеличить охват и в некоторых случаях лояльность адресантов. Целью таких кампаний является увеличение прибыли предприятий.

## Отказ от получения
В некоторых странах существуют специальные сервисы, которые позволяют отказаться от получения адресных почтовых рассылок. В Великобритании таким сервисом является Mailing Preference Service, в США — 41pounds.org и Greendimes.

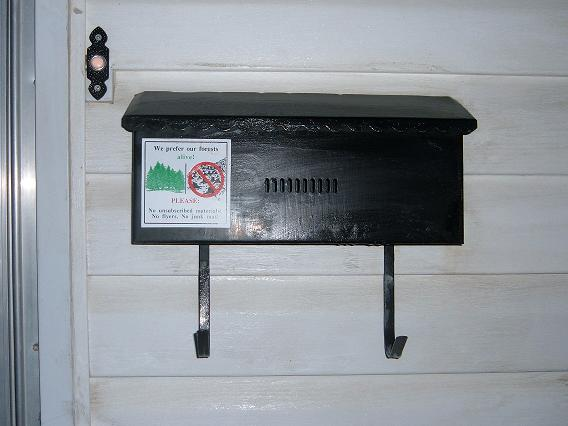
Наклейка «No Junkmail» на почтовом ящике (Канада)

В соответствии с заключением Верховного Суда США по делу Rowan v. Post Office Dept., американские граждане имеют право получить Prohibitory Order, запрещающий любые рекламные рассылки этим гражданам.
Широкую известность в прессе получила канадская акция «Red Dot», сторонники которой выступали за уважительное отношение к антирекламным значкам на почтовых ящиках

.

## Критика
Адресная почтовая рассылка критикуется за вклад в загрязнение окружающей среды. Так, по данным американского Агентства по защите окружающей среды, на почтовые рассылки в США расходуется 4 млн.тонн бумаги в год, из которых только 32 % идет на переработку. По этой причине многие компании, занимающиеся директ-маркетингом, имеют программы по снижению уровня загрязнения среды из-за их продукции.
Прямой почтовый маркетинг находится под пристальным вниманием многих его бывших и нынешних сторонников. Аргументы против использования прямого почтового маркетинга включают возможное влияние на окружающую среду и изменение отношения потребителей.  Также утверждается, что прямая почтовая рассылка неэффективна с точки зрения затрат. Было высказано предположение, что социальные сети в конечном итоге заменит прямую почтовую рассылку в качестве предпочтительного метода для маркетинговых коммуникаций.
По опросам общественного мнения, около половины американцев считают адресную почтовую рассылку вмешательством в частную жизнь.